# دلفین مینویی
دلفین مینویی (متولد ۱۹۷۴) یک خبرنگار فرانسوی متخصص در حوزه ایران است.

## زندگی
وی در سال ۱۹۹۷ در رشته روزنامه‌نگاری از دانشگاه CELSA پاریس فارغ‌التحصیل شد و در سال ۱۹۹۹ مدرک خود را از مدرسه عالی مطالعات علوم اجتماعی دریافت کرد.
دلفین مینویی برای دنبال کردن حرفه خود به ایران مهاجرت مکان کرد. او به‌عنوان خبرنگار فرانس انتر و فرانس اینفو از سال ۱۹۹۹ فعالیت خود را آغاز کرد و از سال ۲۰۰۲ با فیگارو همکاری داشت. او همچنین در چندین مستند همکاری داشته است و برخی از آن‌ها را کارگردانی کرده است.
در سال ۲۰۰۶، دلفین مینویی برای مجموعه مقالات خود دربارهٔ عراق و ایران، جایزه آلبر لوند را دریافت کرد. او اخیراً دربارهٔ نجود علی، اولین دختری که در یمن طلاق گرفت، کتابی نوشته است.